# Ходецкий, Старион Мартинианович
Старион (настоящее имя — Ставрион) Мартинианович Ходецкий (1820 или 1821, Симферополь — 1887, Киев) — русский биолог, животновод, лесовод; профессор и декан физико-математического факультета Императорского университета Святого Владимира, действительный статский советник (1870).

## Биография
Родился в Симферополе, по одним сведениям — 21 февраля 1821 года[по какому календарю?], по другим — в 1820 году.
Учился в симферопольском уездном училище, а потом в местной гимназии и с 1836 года — во 2-й Санкт-Петербургской гимназии. Высшее образование получал с 1838 года на II-м (физико-математическом) отделении философского факультета Императорского Санкт-Петербургского университета, который окончил в 1842 году со степенью кандидата по разряду математических наук.
После окончания университетского курса был отправлен на стажировку за границу (1842—1844). В Гогенгеймском сельскохозяйственном институте изучал сельское хозяйство теоретически и практически, и затем осмотрел многие агрономические учебные заведения, многие частные и казенные имения, фабрики и заводы в Великобритании, Германии, Нидерландах, Швейцарии. Был определен на службу с правами университетского адъюнкта и читал в течение 7 лет (1844—1851) в Курске, Воронеже, Орле, Тамбове, Новочеркасске и Харькове публичные курсы. Защитил в Харьковском университете диссертацию (1846) на степень магистра сельского хозяйства и лесоводства.
В 1851 году переехал в Киев и посвятил этому городу всю оставшуюся жизнь. Был назначен в киевский университет Св. Владимира адъюнктом (1851); затем был экстраординарным с (1852) и ординарным профессором (1854—1878) по кафедре сельского хозяйства и лесоводства. В университете им был устроен агрономический кабинет с довольно богатыми коллекциями. В * 1863—1873 годах был главным редактором газеты Университетские известия. Декан физико-математического факультета в 1874—1877 годах.
С 1878 года — на пенсии. Жил в Киеве, где и скончался 10 февраля 1887 года[по какому календарю?].

## Научные работы
Основные научные работы посвящены растениеводству и животноводству. Старион Мартинианович — автор свыше 40 научных работ, а также первых учебников по зоологии и ботанике, вследствие чего в школе начали преподавать новый предмет биология.
- 1847 — Разработал русскую классификацию шерсти.
- Дал рекомендации о подборе и отборе производителей.
- Доказал возможность разведения лесов в степях.
- Изучал методы селекции сельскохозяйственных животных.
- Обосновал положения о влиянии условий существования на развитие организма животного.

## Научные труды и литература
- Учебник по зоологии, 1859.
- Учебник по ботанике, 1863.

## Награды и премии
- 1847 — Демидовская премия.